# Vincent, François, Paul und die anderen
Vincent, François, Paul und die anderen ist ein französisch-italienisches Filmdrama von Claude Sautet aus dem Jahr 1974. Es beruht auf dem Roman La grande marrade von Claude Néron.

## Inhalt
Vincent ist Inhaber einer Feinmechanik-Firma, François arbeitet als Arzt und Paul ist Schriftsteller. Mit ihren Frauen und Geliebten – Vincent lebt in Scheidung von Ehefrau Catherine und hat in Marie eine 25-jährige Freundin – verbringen die Männer regelmäßig die Wochenenden zusammen in Pauls Landhaus in der Provinz, wobei stets eine Vielzahl weiterer Freunde zum Trio dazustößt. Unter den häufigen Gästen sind unter anderem Jacques und der junge Boxer Jean. Jeder der Männer hat mit seinen eigenen Problemen zu tun. Paul schafft es nicht, seinen Roman zu vollenden, François und seine Frau Lucie wissen nicht mehr so richtig, warum sie noch ein Paar sind, zumal sich Lucie häufig mit anderen Männern trifft, und Vincent versucht, seine Scheidung zu überstehen. Zudem ist seine Firma in finanziellen Schwierigkeiten und er muss in drei Tagen 13 Millionen (alte) Francs aufbringen, um einen Konkurs zu verhindern. Die Bank lehnt einen Kredit ab und sein früherer Kompagnon Armand kann ihm nur einen Bruchteil der Summe leihen. Vincent wird trübsinnig, erkennt er doch, dass er in der Not eigentlich allein ist. François und Paul trifft er bei einer Lokaleröffnung, doch ist Paul betrunken und François lehnt es ab, ihm Geld zu leihen, ohne überhaupt nach der Summe zu fragen. Lucie wirft ihm später vor, nur noch eine Geldmaschine zu sein und sie nicht mehr leben zu lassen. François schlägt sie. Als Vincent bei Maries Familie schweigend am Essenstisch sitzt und so die Stimmung trübt, trennt sich Marie am Ende von ihm. Er sehe sich selbst nur als Zentrum, um das alle anderen zu kreisen haben. Vincent landet am Ende bei Catherine, der er seine finanziellen Sorgen anvertraut. Er weiß, dass sie kein Geld hat, das sie ihm borgen könnte. Umso verblüffter ist er, als er am nächsten Tag Besuch von ihrem Vater Georges erhält, der gerade sein Anwesen verkauft hat und ihm 10 Millionen Francs leiht.
Jean, der in Vincents Firma arbeitet, hat ein Angebot für einen Boxkampf gegen den bisher unbesiegten Joe Catano erhalten. Vincent, François und Paul sind sich uneins, ob Jean den Kampf annehmen soll. Jean weiß selbst, dass er nur angefragt wurde, weil niemand anderes gegen Joe in den Ring steigen wollte. Er weiß auch, dass er gegen Joe eigentlich keine Chance hat. Er lässt sich mit der Vertragsunterzeichnung daher Zeit. Bei einer Überprüfung seiner Finanzen erkennt Vincent, dass seine Firma zu hohe Schulden hat, als dass er sie abbezahlen könnte. Er entschließt sich für einen Verkauf und Jean schließlich aus finanziellen Gründen für den Kampf gegen Joe. Vincent kann Catherine nun das Geld für ihren Vater schneller zurückzahlen und gibt vor ihr vor, die Firma aus eigenen Stücken verkauft zu haben, da er ein gutes Angebot erhalten habe. Er hofft, wieder mit Catherine zusammenzukommen, doch eröffnet sie ihm, die Vergangenheit hinter sich lassen zu wollen. Sie werde Frankreich für längere Zeit verlassen. Vincent ist nun am Ende und weiß auch noch nicht, wie es weitergehen wird. Nach einer oberflächlichen Feier bei Jean bricht Vincent schließlich in einem Lokal zusammen. François untersucht ihn und bewertet den Zusammenbruch als ein Warnsignal. Die Freunde wiederum wundern sich, war Vincent doch sonst nie „umzuschmeißen“.
Zur Rekonvaleszenz fährt Vincent ans Meer, wo ihn seine Freunde besuchen. Er ist wacher im Umgang mit den anderen geworden und erkennt, dass François einsam erscheint. Bei Jeans Kampf sind er und François die einzigen, die den Kampf ruhig verfolgen. Jean gewinnt, weil Joe eine Wunde am Ohr hat, durch die er den Kampf aufgeben muss. Jean ist unzufrieden. Auf der Rückreise nimmt Vincent den schweigsamen François zu Seite und beide führen ein ernstes Gespräch. Vincent erfährt, dass Lucie François verlassen hat und stattdessen am nächsten Tag mit Jacques zusammenziehen wird. Die Kinder werden bei ihr bleiben. Vincent zeigt sein Mitgefühl und beide schweigen am Ende gemeinsam.
Es ist einige Zeit vergangen. Vincent hat in der Möbeltischlerei seines früheren Kompagnons Armand Arbeit gefunden. Jean wiederum gibt das Boxen auf und wird für einige Monate nach Bordeaux gehen und arbeiten. Vincent trifft in der Freundesrunde Marie wieder, bereut jedoch nicht, sich von ihr getrennt zu haben. Er hofft, dass Catherine eines Tages nach Paris zurückkommt – und zu ihm.

## Produktion
Vincent, François, Paul und die anderen wurde unter anderem im Studio d’Epinay sowie in den Studios Eclair in Epinay-sur-Seine gedreht. Der Film kam am 20. Oktober 1974 in die französischen Kinos und lief am 25. April 1975 in den bundesdeutschen Kinos an. Kinostart in der DDR war am 17. Juni 1977, am 9. Juni 1981 lief er zudem auf DDR 1 erstmals im Fernsehen der DDR.
Dieser Film und andere Werke Sautets begründeten eine neue französische Erzähltradition, in der Männerfreundschaften „vor dem Hintergrund der Wohlstandsgesellschaft auf die Probe gestellt“ werden. Zuvor waren Männerfreundschaften vor allem im Rahmen von Gangster- oder Kriegsfilmen thematisiert worden.

## Synchronisation
| Rolle     | Darsteller         | Synchronsprecher         |
| --------- | ------------------ | ------------------------ |
| Vincent   | Yves Montand       | Claus Biederstaedt       |
| François  | Michel Piccoli     | Gert Günther Hoffmann    |
| Paul      | Serge Reggiani     | Friedrich Georg Beckhaus |
| Jean      | Gérard Depardieu   | Thomas Danneberg         |
| Catherine | Stéphane Audran    | Renate Küster            |
| Lucie     | Marie Dubois       | Hallgerd Bruckhaus       |
| Jacques   | Umberto Orsini     | Hans-Werner Bussinger    |
| Colette   | Catherine Allégret | Edeltraut Elsner         |

## Kritiken
Für den Filmdienst war Vincent, François, Paul und die anderen ein „subtiles Gruppenporträt aus dem französischen Kleinbürgermilieu, in dem inszenatorisch und darstellerisch hervorragend das Auf und Ab der Schicksale ineinandergeflochten werden.“ Zwar sei der Film nicht allzu tiefgründig, unterhalte jedoch „auf nachdenklich stimmende Weise als unaufdringliches, mitunter leise ironisches Moralstück außerordentlich gut.“ Sautet bestätige mit dem Film seinen Ruf als „Meister hintergründiger und poetischer Gruppenporträts“, schrieb Cinema, und fasste zusammen: „Kluges Porträt männlicher Eitelkeiten“. prisma.de nannte den Film eine „faszinierende Studie über Auswüchse der sogenannten Midlife-Crisis“.